# Willem Geubbels
Willem Davnis Louis Didier Geubbels (Villeurbanne, 16 de agosto de 2001) es un futbolista francés que juega como delantero y su equipo es el Paris F. C. de la Ligue 1.

## Clubes
| Club                  | País    | Año       |
| --------------------- | ------- | --------- |
| Olympique de Lyon     | Francia | 2017-2018 |
| A. S. Monaco F. C.    | Francia | 2018-2023 |
| F. C. Nantes (cedido) | Francia | 2021-2022 |
| F. C. St. Gallen      | Suiza   | 2023-2025 |
| Paris F. C.           | Francia | 2025-     |

## Palmarés

### Títulos nacionales
| Título          | Club         | País    | Año  |
| --------------- | ------------ | ------- | ---- |
| Copa de Francia | F. C. Nantes | Francia | 2022 |